# انسفالیت خودایمنی

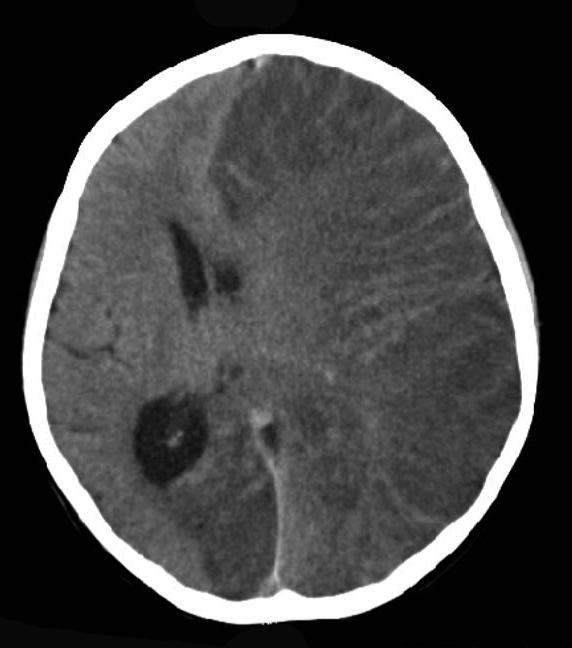
سی تی اسکن مغز بدون افزایش کنتراست بیمار، دختر ۸ ساله، مبتلا به آنسفالیت راسموسن. تورم شدید نیمکره چپ مغز همراه با تغییر ساختار خط وسط وجود دارد.

انسفالیت خودایمنی نوعی از التهاب مغز است که می‌تواند در نتیجه شماری از بیماری‌های خودایمنی پدید آید؛ شامل:
- انسفالیت راسموسن
- لوپوس منتشر
- بیماری بهجت
- انسفالوپاتی هاشیموتو
- انسفالیت خودایمنی لیمبیک
- رقصاک سیدنهام